# Jürgensohn
Jürgenson bzw. Juergenson, auch in der Schreibung Jürgensohn bzw. Juergensohn ist ein besonders unter Deutsch-Balten verbreiteter Familienname:
- Alfei Jürgenson (1904–1947), estnischer Fußballspieler
- Alfred Juergensohn (1902–1944), russischer Komponist
- Dietrich Heinrich Jürgenson (1804–1841), deutsch-baltischer Philologe in Estland
- Friedrich Jürgenson (1903–1987), estnischer Maler und Dokumentarfilmer; Entdecker des Tonbandstimmenphänomens (EVP)
- Gerhard Juergensohn (1911–1996), Theologe deutsch-baltischer Herkunft in der DDR
- Markus Jürgenson (* 1987), estnischer Fußballspieler
- Peter Jürgenson (1836–1904), russischer Musikverleger
- Sven Jürgenson (* 1962), estnischer Diplomat
- Toivo Jürgenson (* 1957), estnischer Politiker

Siehe auch:
- Jürgens
- Jürgensen
- Jürgenssen
- Jurgenson